# مارسلو مارتینز مورنو
مارسلو مارتینز مورنو (انگلیسی: Marcelo Martins Moreno؛ زادهٔ ۱۸ ژوئن ۱۹۸۷) بازیکن فوتبال اهل بولیوی است.
از باشگاه‌هایی که در آن بازی کرده‌است می‌توان به باشگاه ورزشی وردر برمن، باشگاه ورزشی ویتوریا، باشگاه فوتبال گرمیو، باشگاه فوتبال شاختار دونتسک، باشگاه ورزشی کروزیرو، و باشگاه فوتبال ویگان اتلتیک، باشگاه فوتبال چانگچون یاتای، باشگاه فوتبال فلامینگو، و باشگاه فوتبال ووهان زال اشاره کرد.
وی همچنین در تیم‌های ملی فوتبال Brazil U18 و بولیوی بازی کرده‌است. او بهترین گلزن بولیویار در بازی های ملی با ۳۱ گل ملی و ۹۶ بازی ملی در تاریخ فوتبال است.